# Wapen van Schermer

Wapen van Schermer

Het wapen van Schermer is na het ontstaan van de Noord-Hollandse gemeente Schermer in 1970 ontworpen en op 27 januari 1971 per Koninklijk Besluit (nummer 26) aan de gemeente toegekend. Op 1 januari 2015 is de gemeente opgeheven in verband met een fusie met de gemeenten Alkmaar en Graft-De Rijp.

## Symboliek
Twee van de drie elementen in het wapen komen uit wapens van voorgaande gemeentes. Alleen de molen is een nieuw symbool.
Snoek
De snoek is een symbool dat uit het wapen van Zuid- en Noord-Schermer komt.
Kepers
De kepers komen uit het wapen van Oterleek.
Molen
De molen symboliseert het dorp Schermerhorn, want daar staan nog een aantal poldermolens.

## Blazoen
Het wapen heeft sinds de toekenning de volgende beschrijving:
Gedeeld; I in sabel een poldermolen van goud, de wieken schuingeplaatst; II in goud drie omgewende kepers van keel; een schildhoofd van azuur beladen met een van keel gevinde snoek van zilver, ondersteund door een naar beneden uitgeschulpte streep van zilver. Het schild gedekt met een gouden kroon van drie bladeren en twee parels.
Het schild is opgedeeld in twee verticale delen:  het eerste deel, rechts (voor de kijker links) onderin, is zwart van kleur met daarop een gouden poldermolen, waarvan de wieken schuin geplaatst zijn, als een kruis. In het tweede deel, linksonder (voor de kijker rechtsonder), drie rode kepers die naar beneden gericht zijn. Het schildhoofd is blauw van kleur met daarin een zilveren snoek met rode vinnen. De scheiding tussen het schildhoofd en de twee delen er onder is een geschulpte zilveren streep. De kroon op het schild bestaat uit drie fleurons met daartussen twee parels.

## Verwante wapens

Wapen van Zuid- en Noord-Schermer
Wapen van Oterleek